# Neoblastobasis
Neoblastobasis is een geslacht van vlinders van de familie spaandermotten (Blastobasidae).

## Soorten
- N. eurotella Adamski, 2010
- N. laikipiae Adamski, 2010
- N. ligurica Nel & Varenne, 2004
- N. perisella Adamski, 2010
- N. spiniharpella Sinev
- N. wangithiae Adamski, 2010
- N. ximeniaella Adamski, 2010